# Portal 2
『Portal 2』（ポータル2）は、Valve Softwareが開発し2011年4月18日に発売されたアクションパズルゲーム。2007年に発売された『Portal』の続編。
日本ではエレクトロニック・アーツがPlayStation 3版とXbox 360版を、サイバーフロントがPC版を、Valve CorporationがNintendo Switch版を発売している。

## ストーリー
主人公「Chell」が研究所「Aperture Laboratories」のAIコンピュータ「GLaDOS」（声：エレン・マクレイン）を破壊してから長い年月が経過し、研究所から脱出したはずのChellはコールドスリープ状態となっていた。荒れ果てた研究所でChellが目覚めると、目の前に球体のコア「Wheatley」（声：スティーヴン・マーチャント）が現れ、ともに研究所からの脱出を試みるが、そのさなかにGLaDOSを再起動してしまい、ChellとWheatleyは離れ離れになる。GLaDOSは以前のようにChellにテストを課し、Chellはこれを解きながら研究所を進んでいく。

## ゲームシステム
「Portal (ゲーム)#ゲームシステム」の項目を参照。

## 前作との変更点
『Portal 2』では前作『Portal』と比べて以下の変更点がある。
- 効果音の変更
- 一部テクスチャの一新
- ポータルガンの仕様変更
  - 弾速が早くなった（ポータルが瞬時に開くようになった）。
  - 照準のレティクルが「開けられるか」ではなく「ポータルが開いているか」で光るようになった。
  - 物を持った時に、クリックで手放すことが出来なくなった。
  - 物を持ったままポータルに入ると前作では引っかかって取れることがあったが、今作では改善された。
  - ポータルを開けられない壁に撃った時のエフェクトが変更された。
- ジャンプ力が向上した。
- フリングをした際などのカメラワークの改善
- ステージに影響を与えるアイテム・ギミックの追加
- 協力プレイ（Coop）モード及び専用の新キャラクターの追加
- コミュニティテストチェンバー（マップエディタ）モードの追加
  - 作成したマップはSteam WORKSHOP上に公開することができる。これを用いずに制作されたMODマップもこのモードやワークショップで利用可能である。

## 協力プレイ（Coop）モード
Portal 2では、シングルプレイモードに加えて新たに、インターネット上の人と一緒にプレイする協力プレイモードが追加された。ストーリーはシングルプレイモードから繋がっている。登場するキャラクターは青色の「ATLAS」とオレンジ色の「P-body」（声（両方とも）：ディー・ブラッドリー・ベイカー）で、どちらもコアを元にデザインされたような形をしている。外見は目の位置などに差異があるが、プレイの際はどちらを使用しても操作や視界などは変わらない。基本的なルールはシングルプレイモードとほぼ同じだが、このモードでは一人一組（ATLASは青と水色・P-bodyはオレンジと赤色）・最大4つのポータルを駆使してパズルを解くことになる。
PS3版ではSteamに対応したことによりPC版とクロスプレイをすることが可能（Xbox 360版とは不可）。